# Red Richards (musicien)
Pour les articles homonymes, voir Richards et Red Richards (homonymie).
Charles Coleridge « Red » Richards (né le 19 octobre 1912, New York, décédé le 12 mars 1998, à Scarsdale, New York) est un pianiste américain de jazz.

## Biographie
Red Richards commence à jouer du piano classique à l'âge de dix ans et se concentre sur le jazz à partir de seize ans après avoir entendu Fats Waller. Son premier grand concert professionnel a été avec Tab Smith au Savoy Ballroom à New York de 1945 à 1949. Par la suite, il a joué avec Bob Wilber (1950-51) et Sidney Bechet (1951). Il tourne en Italie et en France en 1953 avec le groupe de Mezz Mezzrow aux côtés de Buck Clayton et Russell "Big Chief" Moore (en), accompagnant également Frank Sinatra en Italie. Il joue avec Muggsy Spanier par intermittence de 1953 jusqu'à la fin de la décennie et avec Fletcher Henderson en 1957-1958. En 1958, il se produit en solo à Columbus (Ohio), puis joue avec Wild Bill Davison (en) en 1958-1959 et à nouveau en 1962.
En 1960, il forme Saints & Sinners avec Vic Dickenson, jouant avec ce groupe jusqu'en 1970. Il rejoint le batteur de jazz Chuck Slate et son groupe en 1971 et reste avec lui la plus grande partie de l'année. Il a enregistré un album avec Slate intitulé Bix 'n' All That Jazz. Il travaille ensuite avec Eddie Condon (1975-1977), puis dirige un trio en 1977-1978. Il a joué avec Panama Francis et les Savoy Sultans (en) dans le monde entier de 1979 à 1980. Il a enregistré avec Bill Coleman en 1980. Il a continué à tourner jusqu'à sa mort en mars 1998, dans l'État de New York.

## Discographie

### Comme leader
- In a Mellow Tone (West 54, 1978)
- Soft Buns (West 54, 1979)
- It's a Wonderful World (Black & Blue, 1980)
- Lullaby in Rhythm (Sackville (en), 1985)
- I'm Shooting High (Sackville, 1988)
- Dreamy (Sackville, 1992)
- My Romance (Jazz Point, 1993)
- Swing Time (Jazz Point, 1993)
- Groove Move (Jazz Point, 1994)
- Echoes of Spring (Sackville, 1998)

### Comme sideman
Avec Panama Francis
- Gettin' in the Groove (Black and Blue, 1979)
- Panama Francis and the Savoy Sultans (Classic Jazz, 1980)
- Grooving (Stash, 1982)

Avec Saints & Sinners
- Catch Fire at the Sheraton-Jefferson in St. Louis (Seeco, 1960)
- The Saints and Sinners (77 Records, 1964)
- Saints and Sinners in Canada (Cav-a-Bob, 1967)
- Sugar (MPS, 1968)

Avec Muggsy Spanier
- Chicago Jazz (RKO, 1958)
- Muggsy Spanier (Ace of Hearts, 1967)
- One of a Kind (Glendale, 1983)
- Hesitatin' Blues (Affinity, 1986)
- At Club Hangover San Francisco 1953–54 (Storyville, 1997)

Avec d'autres musiciens
- Buster Bailey, All About Memphis (en) (Felsted, 1958)
- Buck Clayton, Singing Trumpets (Jazztone, 1957)
- Bill Coleman, Really I Do (Black and Blue, 1982)
- Vic Dickenson, Just Friends (Sackville, 1986)
- Bobby Donaldson (en), Dixieland New York (World Wide, 1958)
- Bobby Donaldson, Dixieland Jazz Party (Savoy, 1959)
- Eddie Durham, Eddie Durham (RCA Victor, 1974)
- Fletcher Henderson All Stars, The Big Reunion (Jazztone, 1958)
- Bud Freeman, The Bud Freeman All Star Swing Sessions (Prestige, 2003)
- Marian McPartland, Marian McPartland's Piano Jazz Radio Broadcast (Jazz Alliance, 1994)
- Mezz Mezzrow, Swingin' with Mezz (Vogue, 1962)
- Pee Wee Russell, The Individualism of Pee Wee Russell (Savoy, 1978)
- Rex Stewart, Henderson Homecoming (en) (United Artists, 1959)
- Maxine Sullivan, We Just Couldn't Say Goodbye (Audiophile, 1995)
- Skeets Tolbert (en), 1939–1942 (Everybodys, 1983)
- Dinah Washington, A Slick Chick: The Rhythm & Blues Years (Mercury, 1983)
- Benny Waters (en), Plays Songs of Love (Jazzpoint, 1993)
- George Wettling, George Wettling's Jazz Band from Stuyvesant Casino Featuring Hot Lips Page (Storyville, 1994)
- Jimmy Witherspoon, Sings the Blues with Panama Francis and the Savoy Sultans (Muse, 1983)